# Clinocottus analis
Clinocottus analis är en fiskart som först beskrevs av Charles Frédéric Girard, 1858.  Clinocottus analis ingår i släktet Clinocottus och familjen simpor. Inga underarter finns listade i Catalogue of Life.